# 新波莱 (瓦西里夫卡区)
47°18′10″N 35°28′27″E / 47.30278°N 35.47417°E
新波莱（烏克蘭語：Нове Поле）是位於烏克蘭東南部的村莊，由扎波羅熱州瓦西里夫卡區的羅茲多爾市鎮負責管轄。該村始建於1810年，面積0.94平方公里，海拔高度91米，2001年人口80，人口密度每平方公里85.1人。